# Spekia
Spekia là một chi động vật chân bụng trong họ Thiaridae. 
Nó gồm các loài:
- Spekia coheni
- Spekia zonata